# Vereinte Volksbank
Die Vereinte Volksbank eG ist eine genossenschaftliche Bank mit Sitz in Dorsten. Das Geschäftsgebiet erstreckt sich auf Dorsten und Bottrop.

## Geschäftsgebiet
Zum Geschäftsgebiet der Vereinten Volksbank eG gehören die Gebiete der Städte Bottrop und Dorsten. Dort ist die Bank mit der Hauptstelle in Dorsten sowie den Geschäftsstellen Bottrop, Kirchhellen, Holsterhausen, Wulfen, Grafenwald und insgesamt acht SB-Centern in Fuhlenbrock, Boy, Eigen, Eigen-Nord sowie Altendorf-Ulfkotte, Hervest, Hervest-Dorsten und Wulfen-Barkenberg vertreten.

## Geschichte

### Vorläufer

#### Volksbank Dorsten eG
Am 27. Januar 1897 wurde die Genossenschaft unter der Firma „Gewerbebank, eingetragene Genossenschaft mit beschränkter Haftung mit dem Sitz in Dorsten“ erstmals in das Genossenschaftsregister eingetragen. Hermann Krebs, Bernhard Wieking und Franz Rodeck waren die ersten Vorstandsmitglieder der Bank. Den ersten Wandel in der Struktur der Genossenschaften brachte die Jahreswende 1923/24. Die „Gewerbebank e.G.m.b.H“ wurde unter Namensänderung in die „Spar- und Darlehenskasse e.G.m.b.H“ umgewandelt. Die zunehmende Bedeutung der Stadtteile Holsterhausen und Hervest-Dorsten, basierend auf dem Kohlebergbau, führte im Jahre 1954 und 1956 zur Eröffnung von Zweigstellen in den beiden Stadtteilen.
Im Jahre 1997 feierte die Volksbank Dorsten eG ihr hundertjähriges Bestehen. Als Geschenk an die Bevölkerung wurde von der Volksbank Dorsten das historische Alte Rathaus am Marktplatz restauriert.
Eine bedeutende Veränderung in der jüngeren Vergangenheit stellt die Fusion mit der Volksbank Wulfen im Jahre 2003 dar.

#### Volksbank Kirchhellen eG Bottrop
Den Grundstein für die Volksbank Kirchhellen eG legten am 27. Dezember 1888 24 Bottroper Bürger mit der Gründung des Bottroper Spar- und Darlehnskassenvereins mit unbeschränkter Haftung. Franz Storb war erster Vorsitzender und die ersten Bankgeschäfte wurden im Haus Jansen, Am Altmarkt 7, abgewickelt. 1926 erfolgte der Einzug in das neu erbaute Bankgebäude in der Kirchhellener Straße 10. Dieses Bankgebäude, welches 1992 unter Denkmalschutz gestellt wurde, stellt heute die Räumlichkeiten der "Alten Börse" dar. 1971 erfolgte die Grundsteinlegung der neuen Spar- und Darlehnskasse in Bottrop, Kirchhellener Straße 6–8. Das Bankgebäude wurde 1974 bezogen. 1973 wurde die Spar- und Darlehnskasse Bottrop zur Volksbank eG, Bottrop umfirmiert.
Am 20. Januar 1889 gründeten 42 Bürger aus allen Schichten der Bevölkerung den Kirchhellener Spar- und Darlehnskassen-Verein, eingetragene Genossenschaft. Daran beteiligt war im Vorfeld auch der Kirchhellener Johann Breuker (1817–1885), der Mitbegründer des Westfälischen Bauernvereins, durch die Vermittlung kostenloser Darlehen für Vereinsmitglieder. Im Jahr 1973 wurde die Spar- und Darlehnskasse Kirchhellen zur Volksbank Kirchhellen eG umfirmiert. 1989 erfolgte der Neubau des Gebäudes der Volksbank Kirchhellen eG am Johann-Breuker-Platz 6 in Bottrop-Kirchhellen.
Im Jahr 1990 fusionierten die Volksbank Kirchhellen eG und die Volksbank eG, Bottrop zur Volksbank Kirchhellen eG Bottrop. Zwischen 2000 und 2003 wurde die historische Rekonstruktion des Gebäudes "Alte Börse" unter Berücksichtigung der alten Bausubstanz vollzogen. Mit dem Umbau entstanden weitere Büro- und Veranstaltungsräume. Im Jahr 2007 wurde das Kompetenzcenter der Volksbank in der Kirchhellener Straße 6–8 in Bottrop komplett renoviert. Die umgestaltete Kundenhalle im Erdgeschoss wurde am 16. Juli 2007 eröffnet.

### Fusion der Volksbank Dorsten eG und der Volksbank Kirchhellen eG Bottrop
Im Jahre 2017 fusionierte die Volksbank Dorsten eG mit der Volksbank Kirchhellen eG Bottrop zur Vereinten Volksbank eG.

## Tochtergesellschaften
Die Vereinte Volksbank ist an der genossenschaftlichen Tochtergesellschaft VR Zahlungssysteme beteiligt.